# Argyrodes cognatus
Argyrodes cognatus är en spindelart som först beskrevs av John Blackwall 1877.  Argyrodes cognatus ingår i släktet Argyrodes och familjen klotspindlar.
Artens utbredningsområde är Seychellerna. Inga underarter finns listade i Catalogue of Life.